# Ramadan Darwish
Pour les articles homonymes, voir Darwish.
Ramadan Darwish (né le 29 janvier 1988 dans le gouvernorat de Gharbeya) est un judoka égyptien.

## Carrière
Il remporte la médaille de bronze des moins de 100 kg lors des Championnats du monde 2009.
Sur le plan continental, il obtient dans la catégorie des moins de 100 kg la médaille d'or aux Championnats d'Afrique de judo 2009, 2010, 2011, 2012, 2013, 2016, 2018 et 2020 ainsi qu'aux Jeux africains de 2019, la médaille d'argent aux Jeux africains de 2011 et aux Championnats d'Afrique de judo 2014, 2015, 2017 et 2019.